# Amenemhet V.
Amenemhet Senebef, auch Sonbef, war ein altägyptischer König (Pharao) der 13. Dynastie (Zweite Zwischenzeit).

## Belege
Dieser Name ist auf zeitgenössischen Denkmälern mit dem Thronnamen Sechem-ka-Re kombiniert. Ein Sechem-ka-Re erscheint als 2. Herrscher der 13. Dynastie im Königspapyrus Turin (6.6).
Neben den üblichen Siegeln (als Sechem-ka-Re Amenemhet Senebef) ist der König belegt auf Blöcken aus El-Tod (als Sechem-ka-Re), einer Statue aus dem Heqaib-Heiligtum in Elephantine (als Sechem-ka-Re Amenemhet) und von Nilstands-Inschriften aus Semna (als Sechem-ka-Re). Nach den Nilstandsmarken, die in ein 3. Jahr datiert sind, regierte er mindestens zwei Jahre.

## Identität
Es gibt aber anscheinend zwei Herrscher am Beginn der 13. Dynastie mit dem Thronnamen Sechem-ka-Re: Amenemhet und Amenemhet Senebef. Jürgen von Beckerath und Kim Ryholt sehen in ihnen unterschiedliche Personen. Beim letzteren Fall (Amenemhet Senebef) handelt es sich um einen Doppelnamen, so dass es sich bei Amenemhet und Amenemhet Senebef nur um eine Person handeln könnte, deren Name manchmal mit und manchmal ohne Zweitname geschrieben wurde. Ryholt interpretiert diesen Doppelnamen jedoch als Filliation: Senebef, Sohn des Amenemhet und sieht Senebef als Sohn von Amenemhet IV.
Als sein Nachfolger erscheint im Turiner Königspapyrus ein König Amenemhet. Dessen Identität ist unsicher.

## Seine Beamtenschaft
Ein Wesir dieses Herrschers war wohl ein Chenmes, von dem eine Statue und eine Inschrift aus Assuan bekannt ist.